# Sokrat Janowicz
Sokrat Janowicz (biał. Сакрат Яновіч, ur. 4 września 1936 w Krynkach, zm. 17 lutego 2013 tamże) – polski pisarz transgraniczny, piewca Krynek, narodowości białoruskiej, tworzący po białorusku i po polsku.

## Życiorys
Ukończył filologię polską na Uniwersytecie Warszawskim. Debiutował w 1956 na łamach białoruskojęzycznego tygodnika „Niwa” wydawanego w Białymstoku. Mistrz lirycznych miniatur pisanych prozą poetycką. Związany był z Białoruskim Stowarzyszeniem Literackim „Białowieża”.
Był kandydatem Białoruskiego Komitetu Wyborczego do Senatu w wyborach parlamentarnych w 1989 roku (zdobył wówczas 22,5 tys. głosów). Na zjeździe założycielskim Białoruskiego Zjednoczenia Demokratycznego wybrano go na stanowisko pierwszego przewodniczącego tej partii (funkcję tę pełnił w latach 1990-1992).
W 2005, na ceremonii podczas koncertu inaugurującego sezon, w gmachu Opery i Filharmonii Podlaskiej w Białymstoku, został odznaczony przez ministra kultury Waldemara Dąbrowskiego Srebrnym Medalem „Zasłużony Kulturze Gloria Artis”.
W 2007 pisarz przyznał się do współpracy ze Służbą Bezpieczeństwa. Trwała przez 12 lat – od 1958 do 1970. Pisarz dostarczał informacji na temat środowiska białoruskiej „Niwy” oraz repatriantów z Białorusi. Według relacji pisarza po zerwaniu współpracy był szkalowany przez SB: W latach 70. wyrzucano mnie z każdej roboty, pracowałem jako zbijacz skrzyń. Zaliczyłem chyba z 50 zakładów pracy [...].
Sokrat Janowicz zmarł w 2013. Został pochowany na cmentarzu prawosławnym w Krynkach.

## Recepcja twórczości
O książce Sokrata Janowicza „Srebrny jeździec” (wydanej po białorusku w 1978 r.) Adam Michnik powiedział: 

Czy jest sens podejmowania walki beznadziejnej, walki z potężną carską Rosją, w sytuacji kiedy nikt powstańcom nie pomoże? Wtedy i my właśnie stawialiśmy sobie podobne pytania w „Solidarności”. Jak z tym żyć? W tym momencie książka Janowicza, a konkretnie „Srebrny jeździec”, wydała mi się książką trafiającą w sedno wszystkich tych polskich debat. (...) To piękne opowiadanie stanowi wręcz instrukcję, jak należy się zachowywać, gdy się wpadnie w łapy bezpieki: żadnych rozmów, żadnych podpisów, żadnych zeznań, nie próbować ich przechytrzyć. Po prostu uznać, że to jest trochę tak, jakby się wpadło w dziurę z gównem. Z dziurą z gównem się nie negocjuje, nie przekonuje się, że ono jest nieszlachetne. Tylko po prostu się swoje robi. Jednocześnie w tej książce jest tęsknota za etosem, który Sokrat chciał jakby zaoferować białoruskiej duchowości. By nie kapitulować, nie poddawać się, być wiernym temu, co najważniejsze, choć najtrudniejsze.

Sokrat Janowicz traktował słowo pisane za  najważniejsze wśród sztuk, natomiast sztuki plastyczne i muzykę jako wypełnienie słowa pisanego. Przez Eugeniusza Kabatca Sokrat Janowicz nazywany jest mistrzem pióra i wyrazicielem białoruskiej myśli narodowej, który swoją twórczością usiłował sprowokować rodaków do pokonania bierności i udziału w patriotycznym czynie. Za jedno z najciekawszych i bodaj najważniejszych dzieł Sokrata Janowicza Kabatc uważał powieść Chatniaje stahodździe  („Rodzinne [Domowe] stulecie”), w której „pisarz, zwykle niepokorny aż do buntu, tym razem snuje sagę swojego domu z lirycznym, melancholijnym spokojem filozofa, świadomego, że wszystko kończy się wraz z nami, z naszym gniazdem opustoszałym, z naszymi ideami roztrwonionymi przez bezduszny świat...”. Kabatc uważał, iż niemal wszystko w książkach Sokrata Janowicza jest jakoś uwikłane w historię Rzeczypospolitej Obojga Narodów. „Chatniaje stahodździe” jest zaś według Kabatca „sagą rodzinną z pogranicza kultur, napisaną nie tylko z głęboką znajomością współczesnej historii, ale i z dolegliwym uczuciem smutku, towarzyszącym dramatowi wsi i ludzi tę wieś stanowiących”.
W domostwie Sokrata Janowicza w Krynkach przy ul. Sokólskiej 9  dziś ma swą siedzibę Fundacja Villa Sokrates, której  głównym celem jest zachowanie, pielęgnowanie i propagowanie dorobku pisarza i publicysty Sokrata Janowicza.

## Dzieła
- Zahony – opowiadania (1969)
- Na terenach Krynek (1972)[14]
- Wielkie miasto Białystok – miniatury (1973)
- Zapomnieliska – miniatury (1978)
- Ściana – powieść (Wydawnictwo Pojezierze, 1979)
- Małe dni – miniatury (1981)
- Samosiej – powieść (1981)
- Trzecia pora – miniatury (1983)
- Miniatures – miniatury (1984)
- Srebrny jeździec – opowiadania historyczne (1984)
- Białoruś, Białoruś – eseje (1985)
- Terra Incognita: Białoruś – eseje (1993)
- Dolina pełna losu – opowieści (1994)
- Nasze tysiąc lat – tom rozmów z Jerzym Chmielewskim (2000)
- Ojczystość. Białoruskie ślady i znaki – zbiór esejów (2001)
- Chatniaje stahodździe[15] (Domowe stulecie) (2008) (nieredagowany jako całość tekst powieści w języku białoruskim drukowanej uprzednio w odcinkach  w miesięczniku Czasopis)
- Stulecie oszołomów - Stahodździe durałobaŭ  (wyd.3, lipiec 2025); (przekład i [redagowany] oryginał powieści Chatniaje stahodździe (Domowe stulecie)[16] [17]